# María Rosa Menocal
María Rosa Menocal (La Habana, 1953-New Haven, 2012) fue una historiadora de la cultura medieval hispana, profesora Sterling de Humanidades de la Universidad de Yale, estadounidense de origen cubano.

## Biografía
Nacida en 1953 en una familia de la alta burguesía de La Habana (Cuba), emigró a Estados Unidos con su familia en 1960, al poco de la llegada al poder de la revolución castrista en 1959.
María Rosa Menocal obtuvo sus BA, MA y Ph.D. en la Universidad de Pensilvania en lenguas romances. Desde 1980 fue profesora asistente en la Universidad de Pensilvania y desempeñó las funciones de Directora de su Departamento de Estudios Italianos. Llegó a La Universidad de Yale en 1986 como docente visitante asociada al Departamento de Español y Portugués. Fue nombrada profesora titular en 1992 y en 2005 se convirtió en profesor Sterling, el más alto grado que Yale otorga a sus profesores.
En 2002, Menocal escribió el libro "El ornamento del mundo: cómo los musulmanes, judíos y cristianos crearon una cultura de tolerancia en la España medieval", traducido a muchos idiomas. Este libro incluye una introducción de su compañero de Yale, y también profesor Sterling, Harold Bloom. El libro se centra en la tolerancia en la España medieval dentro de los reinos musulmanes y cristianos a través de ejemplos de políticas y de aspectos culturales.
Menocal fue directora del Whitney Humanities Center de la Universidad de Yale entre 2001 y 2012 y fue coeditora de "La Literatura de Al-Andalus" en la serie de "Historia de la literatura árabe" de Cambridge.
Fue mentora de numerosos estudiosos de la Iberia medieval, entre ellos de Howard Miller, María Willstedt, Lourdes María Álvarez, Ryan Szpiech, Nadia Altschul y Carolina Sanín. Fue elegida miembro de la Medieval Academy of America en 2011.
Desplegó una amplia labor de conferenciante por toda Norteamérica, Europa y Oriente Medio. Fue también invitada al Instituto del Mundo Árabe de París y a la Universidad Americana de El Cairo, entre otras instituciones. Durante un tiempo, María Rosa Menocal residió en Madrid para desarrollar sus investigaciones.
Menocal murió el 15 de octubre de 2012, de cáncer (melanoma).

## Publicaciones
- The Arabic Role in Medieval Literary History: A Forgotten Heritage (1987, 2004) (El papel árabe en la historia literaria medieval: una herencia olvidada).[4][5][6][7][8]
- Writing in Dante's Cult of Truth: From Borges to Boccacio (1991) (La escritura en el culto a la verdad de Dante: De Borges a Boccaccio).[9][10][11][12][13]
- Shards of Love: Exile and the Origins of the Lyric (1994) (Fragmentos de amor: el exilio y los orígenes de la lírica).[14][15][16][17]
- Culture in the Time of Tolerance: Al-Andalus as a Model for Our Time (2000).
- The literature of Al-Andalus (2000) (Literatura de Al-Andalus) en la serie Cambridge History of Arabic Literature (Historia de la literatura árabe, de Cambridge), coeditora[18][19][20][21]
- The Ornament of the World: How Muslims, Jews, and Christians Created a Culture of Tolerance in Medieval Spain (2002) (publicado en español como "El ornamento del mundo: cómo los musulmanes, judíos y cristianos crearon una cultura de tolerancia en la España medieval", 2003, Plaza y Janés)[22][23]
- The Arts of Intimacy: Christians, Jews, and Muslims in the Making of Castilian Culture (2008) (Las artes de la intimación: cristianos, judíos y musulmanes en la construcción de la cultura castellana).[24][25][26]
- The Song of the Cid (Penguin Classics) (2009) (El Cantar del Mío Cid). Traducción de Burton Raffel. Introducción y notas de María Rosa Menocal.